# James Darmesteter
Pour les articles homonymes, voir Darmesteter.
James Darmesteter, né le 28 mars 1849 à Château-Salins et mort le 19 octobre 1894 à Maisons-Laffitte, est un philologue iranologue français.
Spécialiste du vieux perse, du zoroastrisme et de l’Avesta, il a été professeur au Collège de France et à l'École pratique des hautes études.

## Biographie
Fils cadet de Cerf Darmesteter, relieur-libraire juif lorrain et de Rosalie Brandeis, Darmesteter suit sa famille à Paris, lorsque celle-ci part s’établir, à la mort du grand-père, Calmann, également relieur, dans une rue sombre et étroite du quartier du Marais, espérant y trouver plus de facilités de travail et plus de ressources pour l’éducation de ses fils, qu’il espérait voir suivre les traditions de leur famille maternelle. Non seulement Paris n’a pas apporté à Cerf Darmesteter les opportunités professionnelles qu’il escomptait mais, de plus, la privation d’air et de lumière dans son quartier, a suscité des problèmes de croissance chez James, robuste jusqu’à l’âge de trois ans, l’empêchant d’atteindre la stature et les proportions habituelles de l’âge adulte.
Au sortir de l’école primaire, il entre au Talmud Torah, sorte de petit lycée et d’école juive, où son ainé, Arsène avait déjà passé trois ans. À la différence de ce dernier, qui a achevé ses études à l’école supérieure du consistoire israélite, James ne supporte pas les méthodes scolastiques arides qu’applique cette institution à l’étude de la Bible et du Talmud. Il prend ses distances, allant presque jusqu’à l’hostilité, envers le joug étroit de la loi interprétée par les commentateurs et les casuistes. 
Grâce à une fondation juive, il entre au pensionnat Derenbourg assister aux cours quotidiens au lycée Charlemagne et au lycée Bonaparte, qui dispense l’enseignement plus libre et plus large que la scolastique talmudique, auquel il aspirait, et découvre Tacite, Pascal et Hugo, ses auteurs de référence. Rapidement devenu premier de la classe, il obtient le prix d’honneur, en 1867, à la fin de la première. Ses études de philosophie, en terminale, le mettent au contact des grandes cosmogonies de l’Inde et de la Grèce. C’est aussi l’année où son père meurt subitement, alors qu’il allumait les cierges d’une fête religieuse.
Au sortir du lycée, lauréat de nombreux prix scolaires, en 1868, il refuse de se soumettre à une nouvelle formation en entrant à l’École normale, comme on le lui conseille. Contrairement à son frère Arsène, il n’a pas eu l’intuition immédiate de sa vocation. D’une intelligence ouverte à de nombreux domaines, il s’intéresse tout à la fois aux sciences naturelles, à la philosophie, à l’histoire, à la littérature. Enchanté par Byron, Heine et Carducci, il apprend, par passe-temps, l’anglais, l’allemand et l’italien. Il passe le baccalauréat, la licence, les lettres et le droit, écrit un roman, une pièce de théâtre et nombre de vers qu’il jugera plus tard médiocres, mais qui constituent un bon exercice d’écriture.
Au bout de quatre ans d’une vie matérielle difficile, au cours desquels il doit donner plusieurs heures de cours particuliers par jour, les épreuves de la guerre et de la Commune, en 1871, ont raison de son indécision. Il se résout à suivre le conseil de son frère, qui venait d’être nommé répétiteur à l’École des hautes études, et entre, en 1872, cette école, en études orientales, sans idée précise de la région à laquelle il s’attacherait particulièrement. 
Les conférences en grammaire comparée de Michel Bréal et des sanskritistes Abel Bergaigne et Hauvette-Besnault, l’orientent vers les études orientales et, en particulier, la langue et la littérature de l’ancienne Perse, riches tant pour l’histoire des religions que pour la philosophie de l’histoire. Son choix de la Perse comme objet principal de ses recherches, domaine encore mal connu, malgré les travaux érudits anglais et allemands, et  offrant des problèmes particulièrement difficiles, est dû au fait qu’elle est placée au carrefour de l’histoire orientale, au confluent de toutes les influences, touchant à la fois au domaine sémitique et à celui de l’Inde, parce qu’après avoir subi l’action de l’Inde et s’être mêlée aux civilisations de la Mésopotamie, de l’Asie Mineure, de la Grèce, de Byzance, de la Mongolie, elle a été délivrée du magisme par les Arabes, pour devenir, dans la civilisation dite arabe, un élément créateur et vital. Cette étude, à laquelle il a consacré vingt ans de sa vie, passait par la connaissance des langues successives de la Perse ancienne et moderne, mais aussi du sanskrit, de l’hébreu, dont sa connaissance lui ouvrait déjà l’une des portes, et de l’arabe, ainsi que des idées exprimées dans ces langues au cours des trente derniers siècles.
Dès 1874, il est reçu membre de la Société asiatique, avec Stanislas Guyard et Bergaigne comme parrains. Considéré, après deux ans d’études, comme un collaborateur par ses professeurs, étonnés de la rapidité de ses progrès, son premier ouvrage, Haurvatât et Amerétât, une étude de deux Amesha Spenta zoroastriens parue en 1875, expliquant pour la première fois le sens et la nature de deux des divinités secondaires du panthéon iranien, révèlent en lui un maitre et le continuateur depuis longtemps attendu d’Anquetil-Duperron et d’Eugène Burnouf.
Dans ses travaux sur la religion des Perses, pour montrer que le mazdéisme n’est pas une création indépendante due à l'inspiration d'un prophète, mais le développement logique et continu des croyances dont l'Inde a été le berceau, il commence par établir les rapports entre la religion primitive de l’Iran et celle de l’Inde, entre Ahura-Mazda ou Ormazd et Asura-Mitra, entre Ahriman et les démons de l’Orage, entre les Amschaspands et les Adityas, entre les bons génies aryens et les mauvais génies de la Perse. Ensuite, les personnages de la mythologie iranienne se précisent, soit par opposition, soit par une sorte de travail intérieur, lorsque, par exemple, Ahriman se différencie d’Ormazd. Après une première élaboration religieuse en Médie, la caste sacrée des Mages impose la religion des Mèdes aux Perses. Passagèrement compromis par la conquête d’Alexandre et les influences grecques, le zoroastrisme se reconstitue sous les Arsacides et, sous les premiers Sassanides, ses livres liturgiques et religieux sont rédigés dans la forme sous laquelle ils sont parvenus, non sans quelques lacunes. Darmesteter a fait le partage, dans ces livres, entre les éléments anciens et les apports plus récents venus du brahmanisme, du bouddhisme, du judaïsme et du néo-platonisme.
Nommé, le 21 octobre 1877, répétiteur en avestique à l’École pratique des hautes études, et il justifie ce choix en publiant un ouvrage sur les origines et l’histoire d’Ormazd et Ahriman, où il élucide la questions capitale de la mythologie zoroastrienne. L’École des Hautes Études le nomme directeur adjoint, le 26 aout 1880, tandis que le fondateur de la mythologie comparée, Max Müller, professeur de philologie comparée à l’université d'Oxford, lui confie la tâche ardue de traduire le livre sacré de l’Iran ancien, l’Avesta en anglais, pour la grande collection des Livres sacrés de l'Orient publiée par l’université d’Oxford. Tout en se consacrant principalement à ce travail difficile, il écrit sur divers sujets et rassemble par la suite en deux volumes les Études iraniennes, dont chacune a marqué une avancée scientifique, qui a été un de ses principaux titres à la chaire du Collège de France. Dans ces études, il sépare nettement l’avestique, la langue de l’Avesta, auparavant improprement appelée « zend », du vieux perse des inscriptions, d’où découlent le pehlevi, le parsi qui est du pehlevi transcrit en caractères arabes, et le persan moderne. La même année, il publie une étude sur les Origines de la poésie persane presque inconnue, où il montre ce qu’elle avait été avant l’époque proprement classique.
En 1880, sa mère, qui veillait sur lui avec un amour jaloux, tombe de la haute fenêtre de leur petit appartement et se tue sur le coup. En 1882, il est retenu pour succéder à Renan au secrétariat de la Société asiatique, poste qu’il conservera jusqu’à la fin de sa vie, et où il dressera les derniers rapports annuels sur l’activité de la Société contenant un tableau de la production orientaliste française. En 1882, il publie, sous le pseudonyme de « J.-D. Lefrançais », un manuel scolaire d’histoire intitulé Lectures patriotiques. En 1885, le Collège de France lui ouvre ses portes, et le professeur de persan, Barbier de Meynard, demande à changer sa chaire contre celle d’arabe pour permettre à son jeune élève d’enseigner les langues et la littérature de la Perse. Il voyage en Angleterre, en Espagne, en Grèce, en Turquie.
La même année, alors que Mirza Ghulam Ahmad se prononce Mahdi, il prononce une conférence en Sorbonne sur les origines, les précurseurs et les inévitables successeurs de ce personnage, résumé profond et original de toute l’histoire religieuse de l’Islam, où il se montre aussi familier avec le monde musulman qu’avec le monde iranien. Un an plus tard, convaincu qu’une véritable compréhension de l’Avesta, qui est en grande partie un rituel, n’était possible qu’au sein du peuple qui pratiquait encore les rites qu’il commente ou que sa récitation accompagne, il s’embarque, en février 1886, pour Mumbai, afin d’obtenir des Parsis, qui entretenaient encore le feu sacré des Mages, les informations nécessaires à l’achèvement de son œuvre. 
Accueilli par les chefs afghans et par les Parsis, comme le représentant de la science de l’Occident qui venait révéler à l’Orient le secret de ses origines, il n’est pas admis, comme il l’espérait, à voir de ses yeux la célébration du sacrifice, pour l’accès duquel il faut être beh-din, c’est-à-dire sectateur de la bonne religion, mais il a eu l’avantage d’en obtenir, par d’anciens manuscrits, des descriptions minutieuses et complètes, plus complètes même-que ne l’aurait été le témoignage des yeux, car elles s’étendent à un cérémonial en partie périmé. Reçu avec empressement par la colonie parsie, désireux de voir son passage parmi les Mazdéens profiter à la science, il saisit l’occasion d’une invitation à faire une conférence, pour proposer la création d’un Jubilee Pehlvi Fund, destiné à la publication de textes inédits, et la formation d’une Société ad hoc, sur le modèle de la Société des anciens textes française.
Passé de Mumbai à Peshawar et à Abbottabad, il étudie pendant plusieurs mois la langue afghane et découvre que l’afghan moderne est la continuation encore vivante de l’avestique, la langue des anciens Mèdes, et plus rapprochée de celle-ci que le persan ne l’est du vieux perse, et il l’a dégagé de tous les apports sémitiques, aryens ou persans qui avaient fait méconnaitre sa véritable nature. Il a également rassemblé une riche collection en deux volumes sur les Chants populaires des Afghans, précieux tant pour la poésie que pour le folklore, dont il a publié une traduction, ainsi qu’un essai sur la langue et la littérature afghanes. Il a également fait connaitre les impressions pittoresques et les résultats scientifiques de son voyage en Orient résumé son voyage dans ses Lettres sur l’Inde.
Revenu à Paris, après plus d’un an, il perd son frère, dont la vie intellectuelle et morale était si étroitement liée à la sienne, enlevé, à l’âge de quarante-deux ans, par une maladie de cœur. Chercheur infatigable, l’enseignement des langues, des littératures et de l’histoire de la Perse au Collège de France et à l’École des hautes études était loin loin d’absorber toute son activité. Doté d’une capacité de travail prodigieuse lui permettant de traiter les sujets les plus divers, ses qualités de lettré apparaissent principalement dans ses nombreuses études sur la poésie anglaise, comprenant une étude sur le poète romantique William Wordsworth, une étude sur le théâtre anglais et sur Shakespeare, qui précède son édition de Macbeth précédée d’une introduction sur le développement du génie de Shakespeare, et qui a été réimprimée dans son volume d’Essais de littérature anglaise, avec des chapitres sur Robert Browning, auteur du poème Hervé Riel ; une édition classique, publiée chez Delagrave, du Pèlerinage de Childe Harold, renfermant, outre une introduction sommaire sur la vie et l’œuvre de Lord Byron, un commentaire approfondi sur le texte expliquant les difficultés de sens et les nombreuses allusions historiques aux faits contemporains, les passages des poètes antérieurs imités par Byron, et les passages de Childe Harold, imités par les poètes contemporains ; Toru Dutt la pionnière de la littérature indienne en anglais, et surtout la préface rédigée, en 1888, pour sa traduction des poésies de Mary Robinson, dont un des volume lui était parvenu lors de son séjour à Peshawar, et où il avait reconnu une âme parente de la sienne.
Rentré en Europe, il demande à Mary Robinson la permission de traduire An Italian garden et la rencontre à Londres. Comprenant, dès le moment où ils se sont connus, qu’ils ne pouvaient plus vivre l’un sans l’autre, elle lui demande de l'épouser, en aout 1887, lors de leur troisième rencontre à la British Library. Un an plus tard, il l’épouse. Bien qu’éloigné du judaïsme, les spéculations métaphysiques continuent de l’intéresser, et il publie La Chute du Christ, en 1889 et la Légende divine, en 1890.
En 1893, les cinq classes de l’Institut lui décernent, sur la proposition de l’Académie des Inscriptions et belles-lettres, leur plus haute distinction destinée à récompenser l’œuvre ou la découverte la plus propre à honorer ou à servir le pays, qui se sera produite pendant les dix dernières années, le prix grand biennal de 20 000 francs pour sa traduction, dédiée à sa jeune femme, en trois volumes in-4º, du Zend-Avesta. Ces trois volumes sont précédés de trois introductions résumant toute la doctrine de Darmesteter sur la religion des Perses et sur la composition de leurs livres sacrés. Il ne siégeait pas encore à l’Institut, où sa place était depuis longtemps marquée, parce qu’on avait tenu à lui accorder, auparavant, la plus haute des récompenses dont dispose l’Institut. L’année suivante, le 26 octobre 1894 26 octobre 1894, il passe directeur d'études à l’École des hautes études.
Le bonheur conjugal paraissait avoir décuplé son énergie, lui permettant d’affronter sans effort ses nombreuses tâches. L’entrain qu’il montrait dans son double enseignement au Collège de France et à l’École des Hautes Études, dans ses écrits, dans ses conversations avec ses amis, écartait toute idée de fatigue et de maladie. Aussi, quand l’éditeur Paul Calmann lui offre, en 1893, de diriger la partie scientifique, historique et politique de la Revue de Paris en genèse, il accepte volontiers cette occasion nouvelle d’agir par une réforme intellectuelle et morale contre le pessimisme ambiant de la société française. Il en fait rapidement un organe considérable, dans lequel lui-même écrit sur « la Guerre et la Paix depuis 1870 » et sur « la Mort du Président Carnot ».
Considérant que l’évolution religieuse de l’humanité était le « seul fil conducteur qui permette de suivre l’évolution de la vie des peuples », il a donné des articles sur la littérature prophétique et sur l’histoire des juifs publiés dans un recueil intitulé Prophètes d’Israël. Également familier avec la plupart des autres langues de l’Asie, il a écrit, à propos des principaux monuments de la littérature hébraïque, une série d’études condensées plus tard dans les Prophètes d’Israël. Dans les Essais orientaux, il fait revivre les découvertes dues à la France en Égypte, en Assyrie, en Perse, en Inde, au Cambodge. Son travail sur les Cosmogonies aryennes ouvre des aperçus nouveaux sur les premiers systèmes philosophiques de la Grèce. Bien qu’entièrement détaché de la religion juive, il a vu dans la Bible et dans l’histoire juive la doctrine morale et philosophique dont la France avait besoin pour se relever. Profondément républicain et patriote, le natif de Lorraine voue un culte à Jeanne d’Arc et à la Révolution, et évolue sensiblement vers un conservatisme moral et politique teinté de nationalisme
Souffrant depuis quelques mois d’une maladie du cœur:32, le jour de sa mort, à deux heures, après une conversation avec son épouse sur des projets littéraires, il reposait dans son fauteuil son fauteuil de travail, lorsqu’il a sombré, presque subitement, comme son frère, dans un état d’inconscience dont il n’est jamais revenu, laissant Mary Robinson veuve après six ans de mariage. Ses obsèques ont eu lieu à Maison-Laffitte, où il repose.

## Publications
- Haurvatât et Ameretât : essai sur la mythologie de l'Avesta, Paris, A. Franck, 1875, 92 p., 24 cm (OCLC 763930766, lire en ligne sur Gallica).
- Ormazd et Ahriman : leurs origines et leur histoire, Paris, F. Vieweg, 1877, vi-360 p., 25 cm (OCLC 1254563392, lire en ligne sur Gallica).
- La Légende d’Alexandre chez les Parses (extrait des mélanges publiés par l’École des hautes études), Paris, Imprimerie nationale, 1878, 99 p. (OCLC 79096583, lire en ligne).
- Chants populaires des Afghans, Paris, E. Leroux, 1888-90, 794 p., 3 vol. in-8° (OCLC 457399426, lire en ligne).
- Essais orientaux, Paris, A. Lévy, 1883, 279 p., in-8º (OCLC 7061638, lire en ligne sur Gallica). — Contient : L’Orientalisme en France. Le Dieu suprême des Aryens. les Cosmogonies aryennes. Prolégomènes de l’histoire des religions. Mélanges de mythologie et de linguistique. La Légende d’Alexandre. Coup d’œil sur l’histoire du peuple juif.
- Études iraniennes, Paris, F. Vieweg, 1883, 255-343 p., 2 vol. ; in-8º (OCLC 576363457, lire en ligne).
- Le Mahdi, depuis les origines de l’Islam jusqu’à nos jours, Paris, E. Leroux, 1885, 120 p., in-12 (OCLC 576363457, lire en ligne sur Gallica).
- Les Origines de la poésie persane, Paris, 1887, 88 p., 17 cm (OCLC 3967954, lire en ligne sur Gallica).
- Lettres sur l'Inde : À la frontière afghane, Paris, 1887 (OCLC 7060275, lire en ligne sur Gallica).
- La Chute du Christ : poème traduit de l’anglais, Paris, Charavay Frères, 1879, 41 p. (OCLC 923093066, lire en ligne).
- La Légende divine, Paris, Alphonse Lemerre, 1890, iv, 124 p. (OCLC 25893245, lire en ligne).
- Les Prophètes d’Israël, Paris, Calmann Lévy, 1892, xx-386 p., in-8º (OCLC 0837028272, lire en ligne sur Gallica).
- Le Zend-Avesta : traduction nouvelle avec commentaire historique et philologique, Paris, E. Leroux, coll. « Annales du Musée Guimet », 1892-1893, 3 vol. 29 cm (OCLC 14162325, lire en ligne).
- Nouvelles études anglaises, Paris, Calmann Lévy, 1896, xi-346 p., in-18 (OCLC 682393390, lire en ligne sur Gallica).
- Textes pehlvis relatifs au judaïsme, Versailles, 1889, 15 p., 2 vol. in-8º (OCLC 10021059534). 1re série sur Gallica, 2e série sur Gallica.

### Articles
- Trente-quatre contributions de James Darmesteter, de 1877 à 1895, accessibles en ligne sur persee.fr [lire en ligne (page consultée le 2 avril 2023)].

## Distinctions
- 1876 : Académie des inscriptions et belles-lettres - Prix Delalande-Guérineau pour Haurvatât et Amervatât[19].
- 1884 : Académie française - Prix Bordin pour Essais orientaux[20].

## Hommages
En ouvrant, en 1932, sur l'emplacement du bastion 91, une rue dans le 13e arrondissement de Paris, la municipalité de Paris lui a donné le nom de Darmesteter, en son honneur et celui de son frère.
Une rue de Château-Salins porte le nom de Darmesteter, en hommage aux travaux d'Arsène et de James Darmesteter.
La bibliothèque de l’'Institut d'études iraniennes de l'Université de Paris porte son nom, car les ouvrages de James Darmesteter déposés par sa veuve auprès de l’Institut Pasteur ont constitué le premier noyau de sa collection. Elle est aujourd'hui déposée et consultable à la BULAC.